# José Manuel Imbamba
José Manuel Imbamba (Boma-Saurimo, 11 de enero de 1965) es un arzobispo católico angolano, actualmente es el arzobispo de Saurimo.

## Biografía
Cursó sus estudios en el Seminario de Luanda y recibió la ordenación sacerdotal el 29 de diciembre de 1991 en la misma ciudad. Se formó en Filosofía en la Pontificia Universidad Urbaniana de Roma. En el mismo año fue nombrado vicario general y director de la secretaría del ministerio de la diócesis. También es profesor de Filosofía y portugués.
El 6 de octubre de 2008, Benedicto XVI lo nombró obispo de Dundo y fue ordenado el 14 de diciembre de las manos del obispo de Cabinda, Filomeno Vieira Dias do Nascimento.
El 12 de abril de 2011, la diócesis de Saurimo fue elevada arquidiócesis. Fue nombrado arzobispo y asumió el cargo el 31 de julio de ese año. Forma parte del Consejo Permanente de la Conferencia Episcopal de Angola y Santo Tomé.
En septiembre de 2015 acudió a Filadelfia con monseñor José de Queirós Alves, arzobispo de Huambo, y una delegación de familias angolanas para participar en el encuentro internacional sobre las familias junto al papa Francisco.

## Galería fotográfica

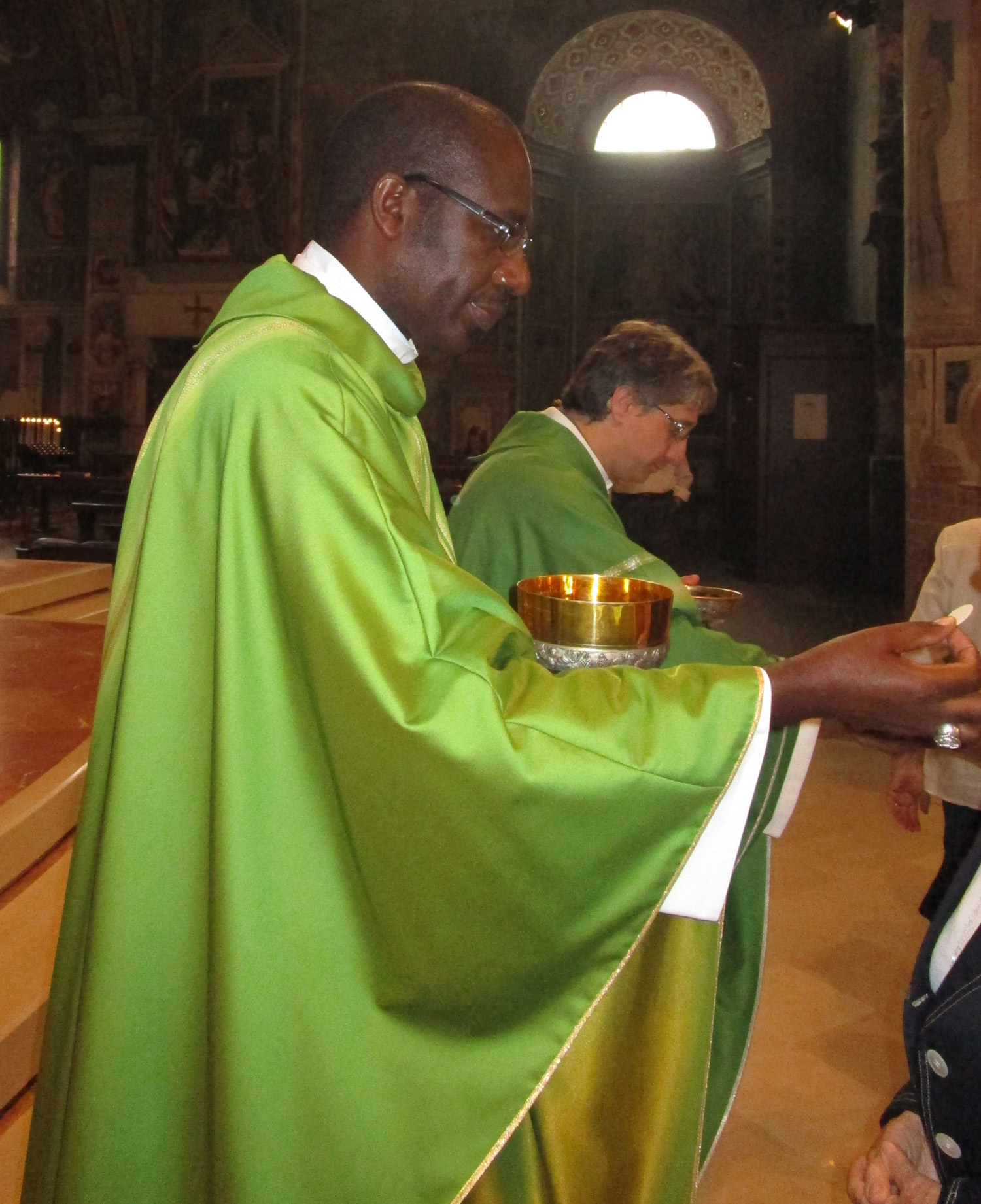
Monseñor Imbamba durante una misa en Lodi, 23 de agosto 2015.